# Cabaret (Haiti)
Cabaret (Haitianisch-Kreolisch Kabarè) ist eine Gemeinde im Département Ouest von Haiti.

## Geschichte
Der Name des Orts soll auf einen Herrn de Cabaret, Comte de Arquin, im Jahr 1711 Besitzer einer Plantage hier, zurückgehen. Im Jahr 1792 wurde in Cabaret ein militärischer Stützpunkt ausgebaut.
Am 3. August 1880 wurden dem Ort die Rechte einer eigenständigen Gemeinde verliehen.
Präsident François Duvalier benannte Cabaret 1961 in Duvalierville um. 1986, nach Ende der Duvalier-Ära, wurde die Gemeinde wieder in Cabaret umbenannt.
Im Rahmen der Krise in Haiti seit 2018 verhängte die Regierung am 19. Juli 2024 für einen Monat den Ausnahmezuständ (état d’urgence) über die Gemeinde.

## Lage und Beschreibung
Neben dem Stadtzentrum Ville de Cabaret bestehen vier Gemeindebezirke:
1. Boucassin 1 mit Bayelle, Bellanger, Cocombre, Damier, Deschapell, Dos-Dameau, Duclos, Guiton, Hatte-Gérard, Hatte-Torcelle, Nan Baré, Prince, Royal, Sabourin und Terre Chaude,
2. Boucassin 2 mit La Baudry, Léveque, Malingre, Manège und Vignier,
3. Source Matelas mit Aubry, Fond-Mombin, La Fiteau, Latanier, Merceron, Minoterie, Simonette, Source-Matelas, Saint-Christophe, Tangnin, Ti Chouloupe und Valembrun sowie
4. Fonds-des-Blancs (Casale) mit Bélac, Bercy, Bousmat, Ca Mori, Casale, Casouka, Contenso, Dessables, Dos-Betel, Duni, Fond-Blanc, Fond-Major, Galgal, Germain, Gondoyer, Lamy, Laurier, Limet, Machicot, Maille, Mare-Zaboca, Nan Fou, Oranger, Pisa, Platon-Ti Marre, Régnier, Savanne-Marotte, Sophie, Tigouin und Torcelle.

Die Route Nationale RN-1 führt von Port-au-Prince im Süden nach Saint Marc im Norden durch den Ort.